# Eurylaimides
Eurylaimides — інфраряд птахів ряду горобцеподібних (Passeriformes). Включає п'ять родин. Представники групи поширені в тропічних районах навколо Індійського океану, лише один вид — сапая (Sapayoa aenigma), поширений в Південній Америці.

## Систематика
- надродина Eurylaimoidea
  - родина Смарагдорогодзьобові (Calyptomenidae) — 6 видів
  - родина Рогодзьобові (Eurylaimidae) — 9 видів
  - родина Асітові (Philepittidae) — 4 види
  - родина Сапайові (Sapayoidae) — 1 вид
- надродина Pittoidea
  - родина Пітові (Pittidae) — понад 40 видів